# チャーリッサー・タンソンブーン
チャーリッサー・タンソンブーン（タイ語: ชาลิสา ตันสมบูรณ์ , 英語: Charissa Tansomboon, 1989年1月30日 - ）は、アメリカ出身の女性、アメリカ、タイのフィギュアスケート選手（女子シングル）。タイ代表として世界フィギュアスケート選手権に出場した。

## 経歴
アメリカ合衆国メリーランド州シルバースプリングに生まれた。両親はタイ出身でチャーリッサーが生まれる直前にアメリカに移住した。チャーリッサーも小学2年時には一年間タイに住みその後も毎年訪れている。
8歳からスケートを始め、タイでの競技会に参加するとともに2002-03年シーズンから2004-05年シーズンまでは全米フィギュアスケート選手権の地区予選にも出場した。
2007年に名門スタンフォード大学に入学、コーチや所属クラブは変えていないものの練習拠点を就学キャンパス近くに移し競技を続けている。

## 主な戦績
| 大会/年             | 2004-05 | 2005-06 | 2006-07 | 2007-08 | 2008-09 | 2009-10 |
| ------------------- | ------- | ------- | ------- | ------- | ------- | ------- |
| 世界選手権          |         |         | 40      | 47      | 45      | 50      |
| 四大陸選手権        |         |         |         | 23      | 27      | 31      |
| タイ選手権          | 2       |         |         |         |         |         |
| 冬期アジア大会      |         | 11      |         |         |         |         |
| ユニバーシアード    |         |         |         |         | 26      |         |
| 世界Jr.選手権       |         |         | 30 J    |         |         |         |
| JGPレイクプラシッド |         |         |         | 8 J     |         |         |
| JGPハーグ           |         |         | 19 J    |         |         |         |
| JGPモントリオール   |         | 14 J    |         |         |         |         |

### 詳細
| 2009-2010 シーズン   |                                                |          |    |          |
| 開催日               | 大会名                                         | SP       | FS | 結果     |
| 2010年3月26日 - 27日 | 2010年世界フィギュアスケート選手権（トリノ）   | 50 25.22 | -  | 50       |
| 2010年1月27日 - 29日 | 2010年四大陸フィギュアスケート選手権（全州市） | 31 29.88 | -  | 31 29.88 |

| 2008-2009 シーズン   |                                                      |          |          |          |
| 開催日               | 大会名                                               | SP       | FS       | 結果     |
| 2009年3月27日 - 28日 | 2009年世界フィギュアスケート選手権（ロサンゼルス）   | 45 29.04 | -        | 45       |
| 2009年2月23日 - 24日 | 第24回冬季ユニバーシアード（ハルビン）               | 26 33.72 | 27 56.91 | 26 90.63 |
| 2009年2月4日 - 6日   | 2009年四大陸フィギュアスケート選手権（バンクーバー） | 27 31.58 | -        | 27       |

| 2007-2008 シーズン     |                                                            |          |          |          |
| 開催日                 | 大会名                                                     | SP       | FS       | 結果     |
| 2008年3月17日 - 23日   | 2008年世界フィギュアスケート選手権（ヨーテボリ）           | 47 27.28 | -        | 47       |
| 2008年2月11日 - 17日   | 2008年四大陸フィギュアスケート選手権（高陽）               | 19 32.31 | 24 46.97 | 23 79.28 |
| 2007年8月30日 - 9月2日 | ISUジュニアグランプリ レークプラシッド（レークプラシッド） | 11 34.77 | 7 63.38  | 8 98.15  |

| 2006-2007 シーズン     |                                                                  |          |          |          |
| 開催日                 | 大会名                                                           | SP       | FS       | 結果     |
| 2007年3月19日 - 25日   | 2007年世界フィギュアスケート選手権（東京）                       | 40 30.46 | -        | 40       |
| 2007年2月26日 - 3月4日 | 2007年世界ジュニアフィギュアスケート選手権（オーベルストドルフ） | 30 35.88 | -        | 30       |
| 2006年10月5日 - 8日    | ISUジュニアグランプリ ハーグ（ハーグ）                           | 22 29.43 | 18 57.39 | 19 86.82 |

| 2005-2006 シーズン   |                                                        |          |          |          |
| 開催日               | 大会名                                                 | SP       | FS       | 結果     |
| 2005年9月22日 - 25日 | ISUジュニアグランプリ モントリオール（モントリオール） | 10 33.99 | 17 48.53 | 14 82.52 |